# Aeroportul Murray Island
Aeroportul Murray Island (IATA: MYI, ICAO: YMUI) este un aeroport din Murray Island⁠(d), Queensland, Australia.
Situat la o altitudine de 88 m, aeroportul dispune de o singură pistă.